# Purmer (village)
Pour le polder du même nom, voir Purmer.
Purmer est un village des communes néerlandaises de Purmerend et d'Edam-Volendam, situé dans la province de Hollande-Septentrionale. Les habitations dispersées du village sont situées dans le polder de Purmer.